# Trvalý záhon
Trvalý záhon je pás ohraničené půdy, záhon, který slouží k dočasnému uložení některých rostlin (např. před distribucí, výsadbou apod.), méně často k několikaletému pěstování rostlin (např. matečnice cenných či choulostivých druhů). Trvalý záhon je  ohraničen betonovou obrubou, jsou používány profily  pro pařeniště tvaru "U".  Pařeništní tvárnice současně vymezuje cestu mezi záhony. Trvalý záhon je častý v okrasném zahradnictví.
Jako trvalý záhon může být použito pařeniště nebo stínoviště. V prodejně zahradnického podniku může být trvalých záhonů s dlouhodobě uloženými (založenými) dřevinami využito například pro nabídku zákazníkovi. 
Pojem trvalý záhon je někdy používán pro záhony v plantážích (např. u jahodníku) . Ovšem zde jde o název odvozený od situace kdy je předpěstována sadba na jiném místě, než kde je později vysázena trvale.  